# بيدرو رودريغيز (دراج كوبي)
بيدرو رودريغيز هو دراج كوبي، ولد في 12 فبراير 1950.

## وصلات خارجية
- بيدرو رودريغيز على موقع أرشيف الدراجات (الإنجليزية)
- بيدرو رودريغيز على موقع أوليمبيديا (الإنجليزية)